# Juni 1990
Portal Geschichte | Portal Biografien | Aktuelle Ereignisse | Jahreskalender | Tagesartikel

◄ |
19. Jahrhundert |
20. Jahrhundert
| 21. Jahrhundert

◄ |
1960er |
1970er |
1980er |
1990er
| 2000er | 2010er | 2020er | ►

◄ |
1986 |
1987 |
1988 |
1989 |
1990
| 1991 | 1992 | 1993 | 1994 | ►

◄ |
März 1990 |
April 1990 |
Mai 1990 |
Juni 1990 |
Juli 1990 |
August 1990 |
September 1990 |
►
Dieser Artikel behandelt aktuelle Nachrichten und Ereignisse im Juni 1990.

## Tagesgeschehen

### Freitag, 1. Juni 1990
- Berlin/Deutschland: Die Unabhängige Kommission zur Überprüfung des Vermögens der Parteien und Massenorganisationen der DDR nimmt ihre Arbeit auf. Sie soll feststellen, wie hoch das Vermögen u. a. der ehemaligen Regierungspartei SED war, welche im Februar in die Partei des Demokratischen Sozialismus umgeformt wurde, und das aufgespürte noch vorhandene Vermögen treuhänderisch verwalten.[1]
- Washington, D.C./Vereinigte Staaten: Nach der Zustimmung zur Wiederherstellung der Deutschen Einheit in diesem Jahr sichert der sowjetische Präsident Michail Gorbatschow während eines Besuchs beim US-Präsidenten George Bush im Namen seines Landes der Bundesrepublik Deutschland und der DDR indirekt zu, dass das künftige Deutschland auch dem Militärbündnis NATO angehören könne, falls „keine andere Alternative“ tragfähig sei.[2]

### Sonntag, 3. Juni 1990
- New York/Vereinigte Staaten: Bei der 44. Verleihung des Tony Awards werden Maggie Smith und Robert Morse jeweils für die beste Leistung in einer Hauptrolle in einem Theaterstück ausgezeichnet.[3]

### Montag, 4. Juni 1990

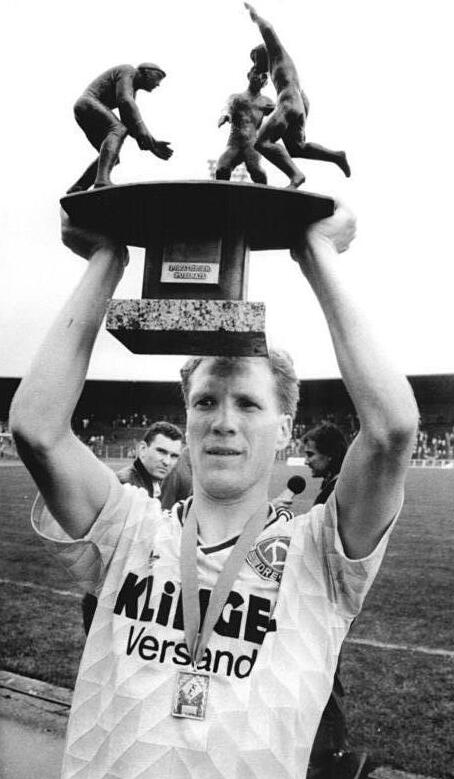
Matthias Sammer von Dynamo Dresden

- Berlin/Deutschland: Im Finale des Fußballvereinspokals der DDR der Männer besiegt der 1. FC Dynamo Dresden den PSV Schwerin mit 2:1.[4]
- Bern/Schweiz: Der Titelverteidiger Grasshopper Club Zürich gewinnt das Final im Schweizer Cup der Fussballer mit 2:1 gegen den Neuchâtel Xamax FC.[5]

### Mittwoch, 6. Juni 1990
- Mailand/Italien: Der Italiener Gianni Bugno gewinnt erstmals die Gesamtwertung des Rad-Etappenrennens Giro d’Italia. Bugnos Erfolg bei der 73. Ausgabe der Rundfahrt ist der 53. Gesamtsieg eines Italieners.[6]

### Freitag, 8. Juni 1990

Fußball-WM in Italien

- Mailand/Italien: Im Eröffnungsspiel der 14. Fußball-Weltmeisterschaft unterliegt der Weltmeister von 1986 Argentinien der kamerunischen Nationalmannschaft mit 0:1.[7]

### Sonntag, 10. Juni 1990
- Moskau/Sowjetunion: Alexius II. tritt drei Tage nach seiner Wahl durch das russisch-orthodoxe Landeskonzil sein Amt als Patriarch von Moskau und der ganzen Rus an.[8][9]

### Dienstag, 12. Juni 1990
- Moskau/Sowjetunion: Der Volksdeputiertenkongress der Russischen Sozialistischen Föderativen Sowjetrepublik votiert für die Annahme der Unabhängigkeitserklärung des flächengrößten und bevölkerungsreichsten Gliedstaats der Sowjetunion. Die Erklärung hat keine Auswirkungen auf die Sowjetunion als völkerrechtliches Subjekt, da ein Staat „Russland“ nicht zugleich mit der Sowjetunion als souveräner Staat existieren kann.[10]

### Mittwoch, 13. Juni 1990
- Berlin/Deutschland: Der stadtweite Abbau der Berliner Mauer, die seit dem 9. November 1989 von so genannten „Mauerspechten“ zerstückelt wird, beginnt offiziell.[11]

### Donnerstag, 14. Juni 1990
- Paris/Frankreich: Das Bureau International des Expositions erteilt der niedersächsischen Landeshauptstadt Hannover den Zuschlag für die Weltausstellung im Jahr 2000.[12]

### Freitag, 15. Juni 1990

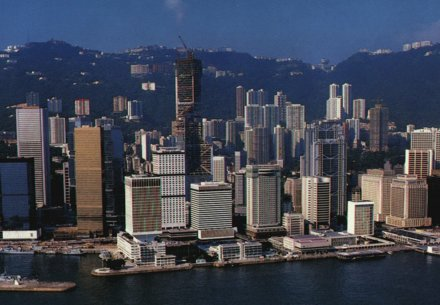
Bank of China Tower im Bau (1989)

- Hongkong/Hongkong: Die ersten Mitarbeiter ziehen in den 315 m hohen Bank of China Tower ein, der das erste Gebäude von über 300 m Höhe außerhalb Nordamerikas ist.[13]

### Montag, 18. Juni 1990
- Neubrandenburg/Deutschland: Die Polizei verhaftet die 40-jährige Sylvia Beyer unter dem Verdacht, dass es sich in Wahrheit um das ehemalige Mitglied der Terrororganisation Rote Armee Fraktion (RAF) Silke Maier-Witt handelt, welche 1979 aus der RAF ausstieg und wenig später in der DDR Asyl fand.[14] In den Tagen zuvor waren bereits Susanne Albrecht und Inge Viett festgenommen worden.

### Dienstag, 19. Juni 1990
- Schengen/Luxemburg: In einem Abkommen zur Durchführung des Schengener Abkommens von 1985 vereinbaren die Mitgliedstaaten der Europäischen Gemeinschaften Belgien, Frankreich, Deutschland, Luxemburg und Niederlande weitere Schritte für den angestrebten Wegfall von Personenkontrollen an ihren gemeinsamen Grenzen.[15]

### Donnerstag, 21. Juni 1990

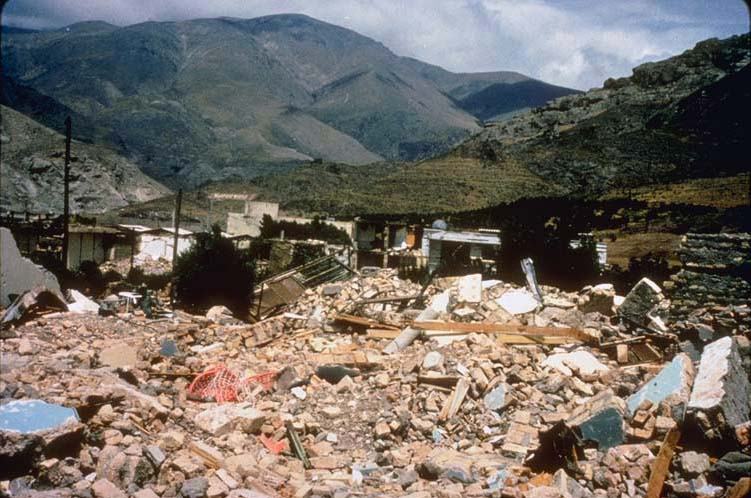
Zerstörung im Iran

- Berlin/Deutschland: Die Volkskammer der DDR votiert für den Vertrag zur Bildung einer Währungs-, Wirtschafts- und Sozialunion zwischen der Bundesrepublik Deutschland und der DDR zum 1. Juli.[16]
- Hannover/Deutschland: Der Landtag wählt Gerhard Schröder (SPD) zum neuen Ministerpräsidenten von Niedersachsen.[17]
- Rascht/Iran: Im nördlichen Iran verlieren durch ein Erdbeben der Stärke 7,4 Mw mit Epizentrum in der Großstadt Rascht nach ersten Schätzungen mehrere zehntausend Menschen ihr Leben.[18]

### Freitag, 22. Juni 1990
- Berlin/Deutschland: Bei der Verleihung des Deutschen Filmpreises wird Letzte Ausfahrt Brooklyn von Regisseur Uli Edel als bester Film ausgezeichnet.[19][20]
- Bonn/Deutschland: Der Bundesrat ratifiziert einen Tag nach der Zustimmung des Bundestags den Vertrag zur Bildung einer Währungs-, Wirtschafts- und Sozialunion zwischen der Bundesrepublik und der DDR. Das West-Berlin umfassende Land Berlin ist bei dieser Bundesratssitzung erstmals den übrigen Ländern gleichgestellt und verfügt über volles Stimmrecht. Die Botschafter Frankreichs, des Vereinigten Königreichs und der Vereinigten Staaten erteilten die entsprechende Erlaubnis am 8. Juni.[21]
- New York/Vereinigte Staaten: Der Konsumgüterhersteller Philip Morris Cos. (PM) teilt mit, dass er den Schweizer Nahrungsmittelhersteller Jacobs Suchard für 3,8 Milliarden US-Dollar erwerben wird. PM ist das Mutterunternehmen des Nahrungsmittelherstellers Kraft General Foods Inc. In dieses Unternehmen soll der Jacobs-Suchard-Geschäftsteil eingegliedert werden.[22]

### Samstag, 23. Juni 1990

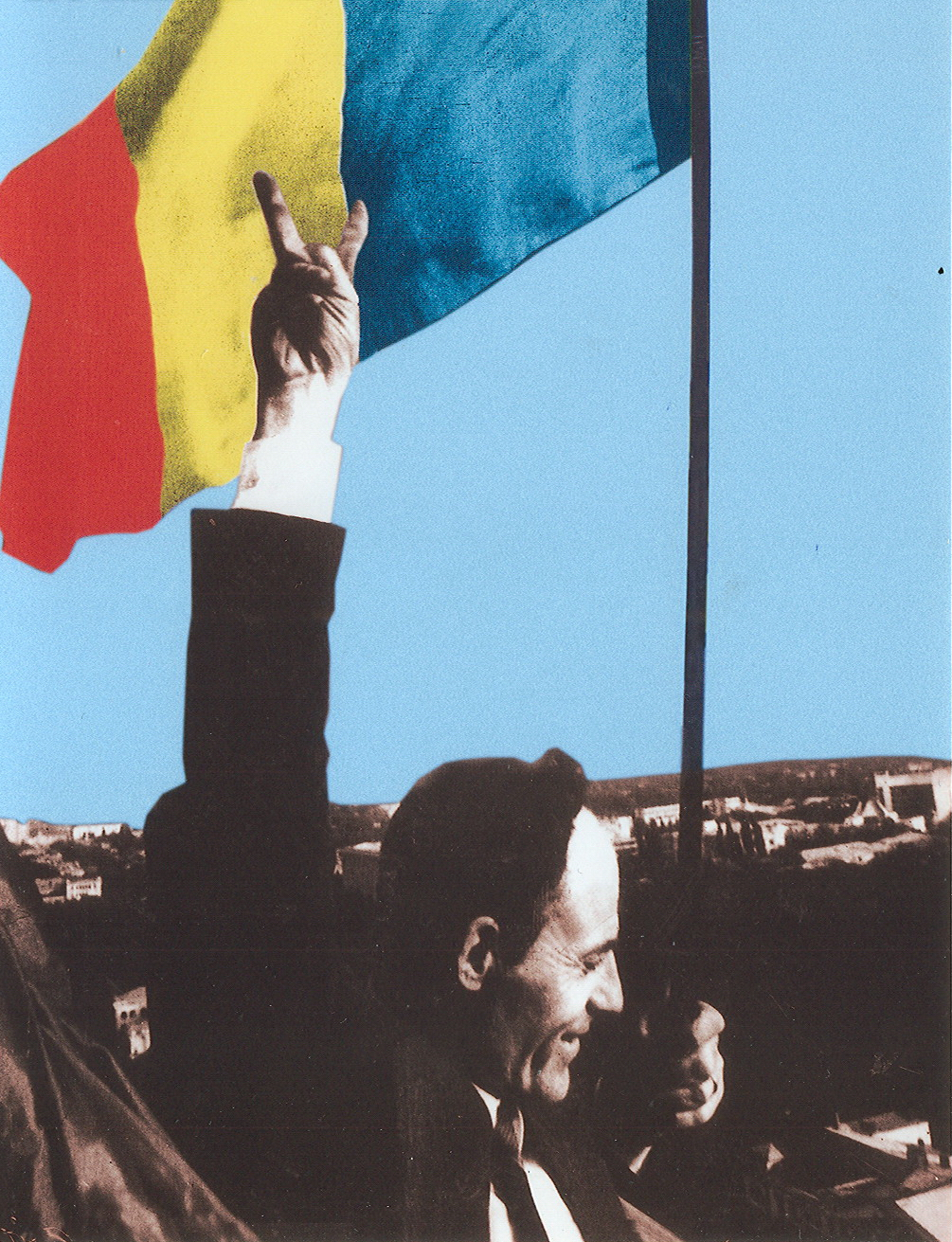
Der moldauische Politiker Gheorghe Ghimpu im April

- Chișinău/Sowjetunion: Der Oberste Sowjet der Moldauischen SSR erklärt die Unabhängigkeit der Republik von der Sowjetunion. Das Land zwischen Rumänien und der Ukrainischen SSR beherbergt mehrheitlich rumänische Muttersprachler und gilt als eine der wirtschaftlich stärksten Unionsrepubliken.[23]

### Sonntag, 24. Juni 1990

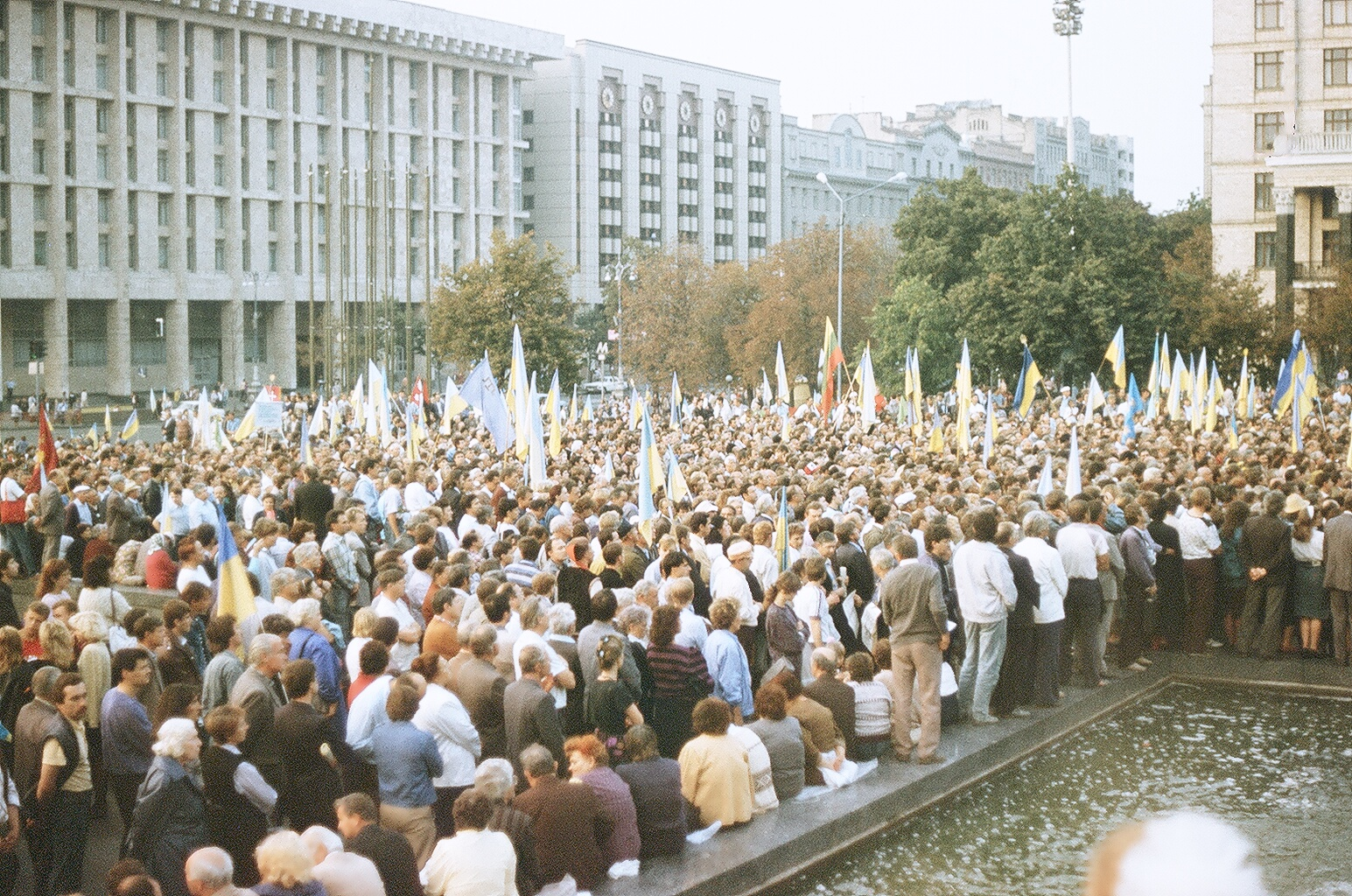
Demonstration in Kiew

- Kiew/Sowjetunion: Mehrere 10.000 Menschen schließen sich einer Demonstration für die staatliche Unabhängigkeit der Ukrainischen SSR von der Sowjetunion an.

### Mittwoch, 27. Juni 1990
- Wien/Österreich: Im „Atrium“ auf dem Küniglberg wird erstmals der Fernsehpreis Romy vergeben. Die Wahl des Publikums fällt auf die Deutsche Uschi Glas und den Österreicher Klaus Maria Brandauer als beste Schauspieler.[24][25]

## Weblinks

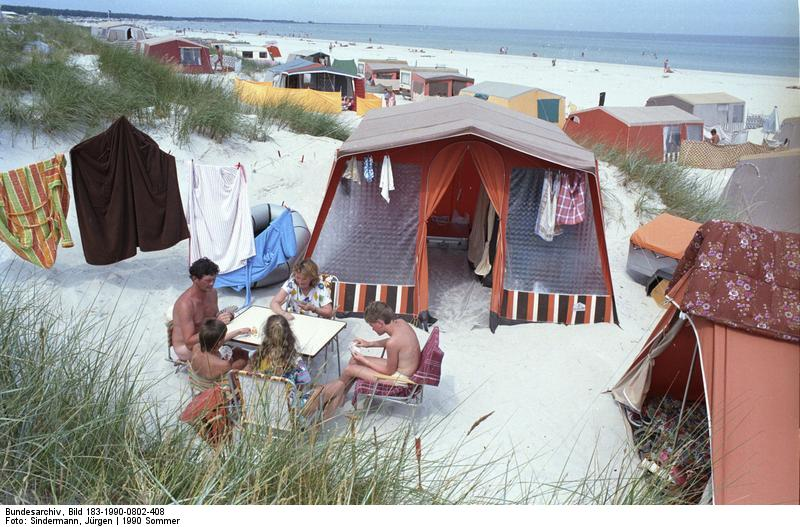
Bezirk Rostock im Juni 1990